# Ньюкасл (аеропорт)
Аеропорт Ньюкасл (англ. Newcastle Airport, (IATA: NCL, ICAO: EGNT)) — міжнародний аеропорт, розташований на околиці міста Ньюкасл-апон-Тайн, Англія, за 10,5 км NW від центру міста.
Аеропорт є хабом для:
- easyJet
- Jet2.com
- Thomas Cook Airlines
- TUI Airways

## Авіалінії та напрямки, липень 2023

### Пасажирські
| Авіакомпанія        | Пункт призначення |
| ------------------- | --- |
| Aegean Airlines     | Сезонно: Афіни |
| Aer Lingus Regional | Белфаст-Сіті, Дублін |
| Air France          | Париж-Шарль де Голль |
| British Airways     | Лондон-Хітроу |
| BH Air              | Сезонний: Бургас, Софія |
| Corendon Airlines   | Сезонні: Анталія, Даламан |
| easyJet             | Белфаст, Бристоль Сезонний: Женева, Пальма-де-Майорка |
| Emirates            | Дубай |
| Eurowings           | Дюссельдорф |
| Jet2.com            | Аліканте, Анталія, Фару, Фуертевентура, Мадейра, Гран-Канарія, Краків, Лансароте, Малага,Тенерифе-Південний Сезонний: Берген (з 25 квітня 2024), Берлін, Бодрум, Будапешт, Бургас, Ханья (з 2 травня 2024), Корфу, Даламан, Дубровник, Женева, Жирона, Гренобль, Іракліон, Ібіца, Ізмір, Джерсі, Кефалонія, Кос, Ларнака, Мальта, Менорка, Пальма-де-Майорка, Пафос, Прага, Реус, Рейк'явік, Родос, Рим–Ф'юмічіно, Зальцбург, Санторині, Скіатос, Салоніки, Верона, Відень, Закінф |
| KLM                 | Амстердам |
| Loganair            | Абердин, Ексетер, Саутгемптон, Ставангер Сезонні: Берген, Корнуолл |
| Lufthansa           | Франкфурт |
| Ryanair             | Аліканте, Барселона, Мілан-Бергамо, Дублін, Фару, Фуертевентура, Гран-Канарія, Краків, Лансароте, Малага, Пафос, Рига, Шеннон, Тенерифе-Південний, Вроцлав Сезонні: Ханья, Гданськ, Ібіца, Пальма-де-Майорка, Задар |
| SunExpress          | Анталія |
| TUI Airways         | Аліканте, Гран-Канарія, Хургада, Лансароте, Сал (з 7 листопада 2023), Шарм-ель-Шейх (з 1 листопада 2023), Тенерифе-Південний Сезонний: Анталія, Бургас, Канкун, Корфу, Даламан, Дубровник, Енфіда, Женева, Іракліон, Ібіца, Інсбрук, Кефалонія, Кіттіля, Кос, Ларнака, Малага, Мельбурн/Орландо, Менорка, Неаполь, Пальма-де-Майорка, Пафос, Реус, Родос, Рованіемі, Зальцбург, Скіатос, Турин, Верона, Закінф                                                                     |

### Вантажні
| Авіакомпанія        | Пункт призначення            |
| ------------------- | ---------------------------- |
| ASL Airlines France | Глазго, Париж-Шарль де Голль |

## Статистика

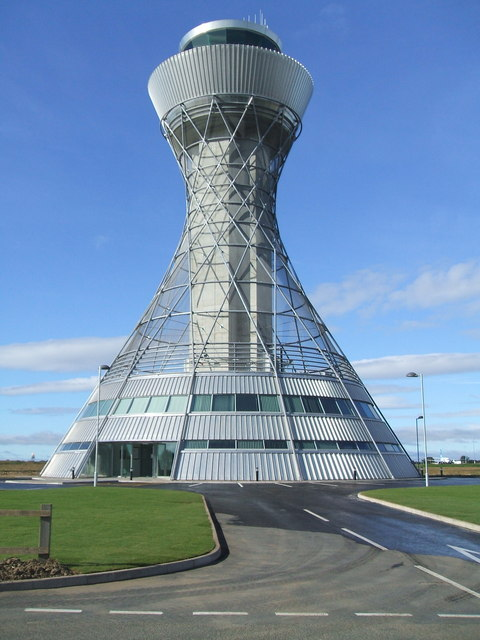
Контрольна вежа

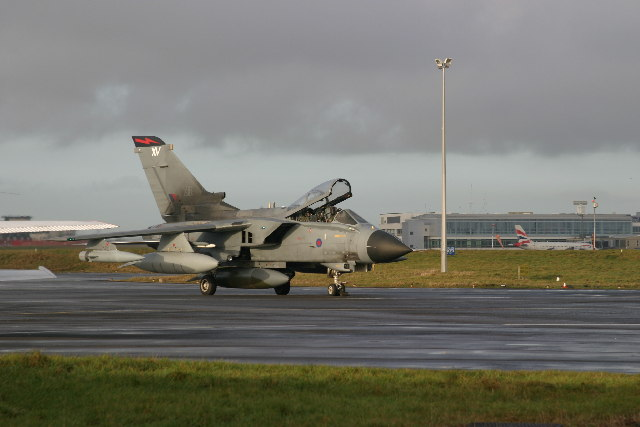
Royal Air Force Tornado GR4 в аеропорту Ньюкасл

|      | Пасажирообіг | Авіатрафік | Вантажообіг (тонн) | Пошта (тонн) |
| ---- | ------------ | ---------- | ------------------ | ------------ |
| 1997 | 2,642,591    | 81,279     | 1,219              | 3,489        |
| 1998 | 2,984,724    | 81,299     | 678                | 3,631        |
| 1999 | 2,994,051    | 79,291     | 776                | 3,409        |
| 2000 | 3,208,734    | 82,940     | 526                | 3,720        |
| 2001 | 3,431,393    | 82,524     | 783                | 2,859        |
| 2002 | 3,426,952    | 79,173     | 1,438              | 2,368        |
| 2003 | 3,920,204    | 75,113     | 924                | 2,576        |
| 2004 | 4,724,263    | 77,721     | 799                | 7,756        |
| 2005 | 5,200,806    | 77,882     | 199                | 7,820        |
| 2006 | 5,431,976    | 81,655     | 306                | 7,884        |
| 2007 | 5,650,716    | 79,200     | 785                | 8,483        |
| 2008 | 5,039,993    | 72,904     | 1,938              | 10,901       |
| 2009 | 4,587,883    | 69,254     | 2,597              | 9,758        |
| 2010 | 4,356,130    | 66,677     | 3,650              | 9,062        |
| 2011 | 4,346,270    | 64,521     | 3,059              | 8,532        |
| 2012 | 4,366,196    | 61,006     | 2,956              | 7,929        |
| 2013 | 4,420,839    | 59,962     | 3,701              | 6,512        |
| 2014 | 4,516,739    | 59,114     | 4,450              | 4,738        |
| 2015 | 4,562,853    | 55,950     | 3,717              | 4,633        |
| 2016 | 4,807,906    | 56,263     | 4,574              | 4,894        |
| 2017 | 5,300,274    | 57,808     | 5,482              | 1,128        |

## Наземний транспорт

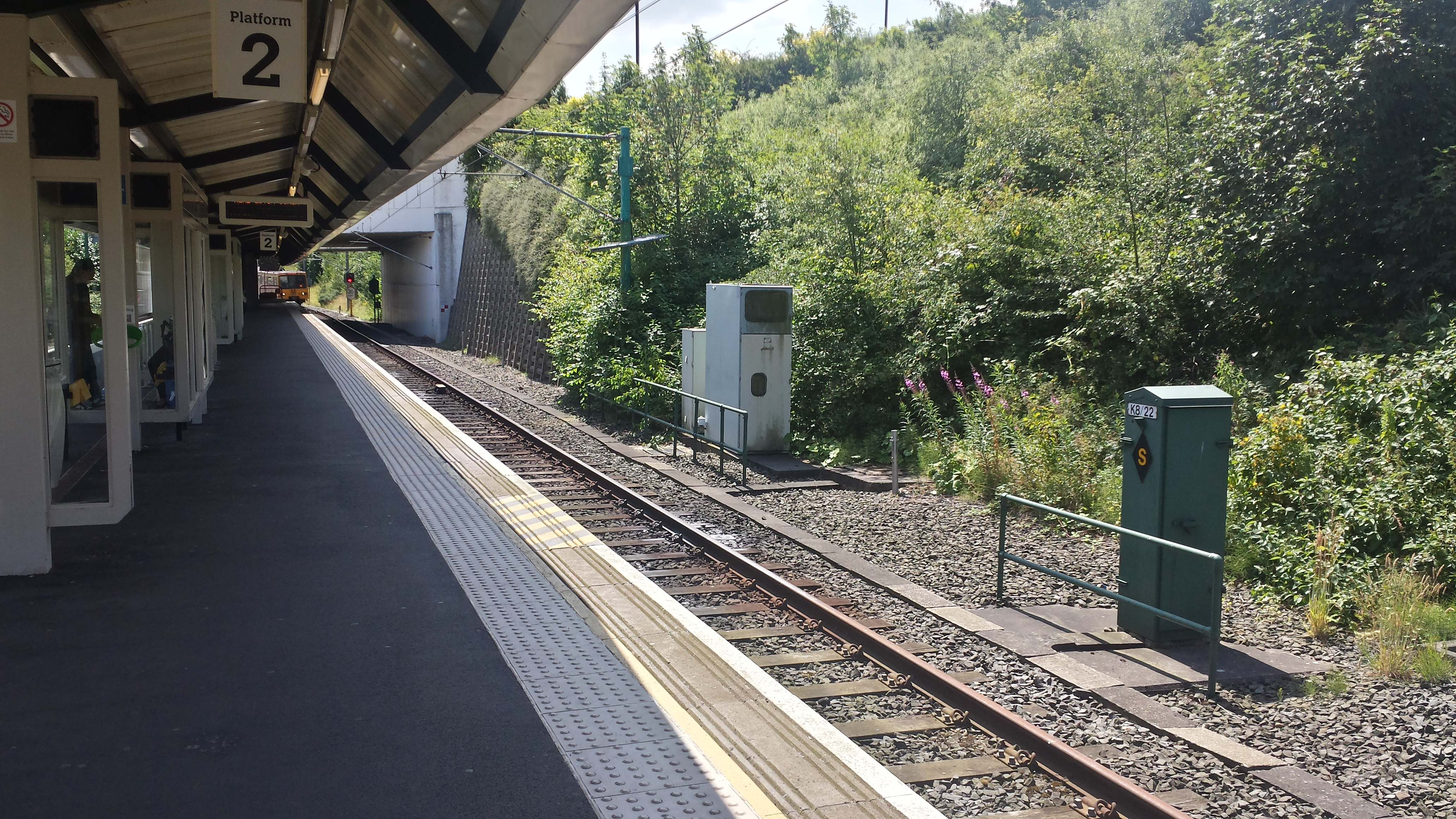
Станція Аеропорт

### Метро
Станція Аеропорт метрополітену Тайн-енд-Віру безпосередньо сполучена з терміналом через критий перехід. Станція є північним кінцем зеленої лінії з частими прямими потягами до всіх основних станцій Ньюкасла та Сандерленду (приблизно 20 і 50 хвилин відповідно).

### Автомобільний транспорт
Аеропорт сполучено з автострадою А1 через автошлях A696. Автобуси курсують щопівгодини до Понтленду і Даррас-Холл, а також до центру міста.